# Cyrtinus hubbardi
Cyrtinus hubbardi là một loài bọ cánh cứng trong họ Cerambycidae.